# 進歩主義 (教育)
教育における進歩主義（しんぽしゅぎ、英：progressive education、プログレッシヴ・エデュケーション）は19世紀末のアメリカ合衆国より起こった教育改革運動で、ジョン・デューイの経験主義・プラグマティズムを理論的支柱としたものである。児童中心主義の教育とも関連性が深い。デューイは自らの教育理論を実践するために実験学校を設立した。もっとも、デューイは行き過ぎた児童中心主義にも警鐘を鳴らしている。